# Eleocharis urbanii
Eleocharis urbanii är en halvgräsart som beskrevs av Johann Otto Boeckeler. Eleocharis urbanii ingår i släktet småsäv, och familjen halvgräs. Inga underarter finns listade i Catalogue of Life.